# Garapirimli (Agdam)
Garapirimli est un village de la région d'Agdam en Azerbaïdjan.

## Histoire
En 1992-2020, Garapirimli était sous le contrôle des forces armées arméniennes. Le 20 novembre 2020, la région d'Agdam, y compris le village de Garapirimli a été rétrocédée à l'Azerbaïdjan conformément aux termes de la Déclaration tripartite du 10 novembre 2020, signée par les présidents azerbaïdjanais et russe et le premier ministre arménien.

## Économie
La principale occupation de la population est l'élevage, céréaliculture, viticulture et l'agriculture.

## Population
Selon les statistiques de 1977, la population du village est de 400 personnes.

## Culture
Il y avait une école secondaire, un centre culturel, une bibliothèque, une carrière, un centre médical, diverses installations commerciales et de restauration et un complexe d'élevage dans le village de Garapirimli.